# 大和ヒロシ
大和 ヒロシ（やまと ヒロシ、1983年10月20日 - ）は、日本の男性プロレスラー、政治家。千葉県君津市議会議員（1期）。本名：三原 弘嗣（みはら ひろし）。千葉県君津市出身。東京農業大学卒業。血液型A型。

## 経歴
小学校3年生時に町内の少林寺拳法道場に入門。中学時代はバスケットボールとサッカーに励み、高校から大学まではレスリング部に所属。君津青葉高校3年生のときに千葉県高校総体で85キロ級優勝、その年の国体ではグレコローマンでベスト16入り、大学時にはJOC杯ジュニアオリンピック76kg級で3位の成績を上げている。
2006年に行われた武藤塾の新人オーディションに合格し、武藤敬司が社長を務める全日本プロレスに入門する。合格ラインはギリギリであったが、自己アピールで得意の滝口順平といっこく堂のモノマネを披露しそれが合格の決め手となった。「大学時代にバイトで綿あめ売りをしていた時に、余興でやっていたものまねが役に立った」と語っている。

### 全日本プロレス
2007年2月、同期入門のKAIと共にメキシコ修行に出る。2月22日、IWRGにてYAMATOのリングネームでデビュー。KAIとのタッグで初試合で初勝利を挙げている。ちなみに、YAMATO本人は試合中に記憶が飛び、気づくと控え室にいてKAIから試合が終わったという事実を聞いたという。
6月3日、KAI、元SUPER CREWのSASAKIと組んでIWRGトリオのタイトルに挑戦するも、破れた。
7月26日、メキシコシティにて30人で争ったREY DEL RING王座を奪取。デビュー5か月で早くも初タイトルを獲得した。8月5日には王座防衛に成功している。
2008年2月17日の後楽園ホール大会で『大和ヒロシ』のリングネームで日本デビュー戦を行い、同期の真田聖也&T28から勝利を奪った（大和のパートナーはKAI）。その後、大和はKAIとのタッグでジュニア・タッグリーグ戦に出場。大和も若手ながら奮闘し、土方隆司、中嶋勝彦組、NOSAWA論外、MAZADA組から大金星をあげた。
5月シリーズから怪我のため欠場していたが、7月20日の後楽園ホールにて真田と組み、土方・征矢学組と復帰戦を行った。結果は土方に敗れ、大和も「3か月は埋められなかった」と発言し、ジュニア・ヘビー級リーグ戦へエントリーされなかった悔しさを露にした。そして「またイチからやりなおしたい！」と語った。

#### F4
8月22日、後楽園での小島聡対TARU戦終了後、大和はVOODOO-MURDERSにリンチされていた小島を天山広吉、KAIと共に救出する。後に小島、KAIと新ユニット「F4」を結成し、活動して行く事を宣言した。
10月13日、新日本プロレスの両国大会に参戦。G・B・Hと対戦するが敗北。
11月3日、F4として天山、NO LIMIT（高橋裕二郎&内藤哲也）と対戦。結果は負けてしまうも、大和も対戦相手を何度も苦しめるなどキャリアの差を感じさせない攻防を見せた。
2009年11月23日、大和はカズ・ハヤシ、近藤修司とのタッグマッチに相棒のKAIと組んで挑む。試合は、グラウンドコブラツイストでカズからピンフォール勝ちを収めた。最強タッグ最中でジュニアヘビーの選手にはテーマが無いと思われた中、先の神戸大会でぶちあげた世代交代の波にいち早く乗りつけた。しかし、その後は勝利に恵まれず、世界ジュニアヘビー級王座の挑戦権をベテランの渕正信に奪われてしまった。
それから大幅な肉体改造に着手、努力の甲斐あって12kgの減量に成功し「バキバキ」ボディを手に入れた。
2010年、新春シャイニングシリーズ2日目のジュニアヘビー級バトルロイヤルで優勝する。試合後、世界ジュニア王座挑戦を表明しシリーズ最終戦での選手権試合では戦前に王者・カズから『最低の挑戦者』等と罵られていたが、前哨戦、そして本番と王者はおろか、観客まで熱狂の渦に巻き込むファイトを展開した。
2月、F4がブードゥー・マーダーズとの解散マッチに敗れたため、F4も解散となった。

#### 人間凶器
4月の世界ジュニア王座戦（カズ・ハヤシ対BUSHI）の直後、大和はそれまでタッグを組んでいたKAIとの決別を宣言し、張り手一閃の後、大和は近藤とのタッグを組む。その年のジュニア・タッグリーグ戦では決勝戦まで勝ち進むも、BUSHI&スペル・クレイジー組に敗れ準優勝となった。かつて近藤の盟友であった"brother"YASSHIのようなコンビプレーを見せ、当の近藤から『人間凶器』と呼ばれた。このタッグで7月1日酒田大会ではTARU&ビッグ・ダディ・ブードゥーのアジアタッグ王座にも挑戦。8月シリーズではまたもVMとの敗者チームキャプテン髪切りマッチに敗れ、大和も坊主頭となった。
2011年1月23日、結婚していたことを社長の武藤に暴露された。
1月24日、GAORA20周年記念興行「スーパーファイト2011」にてDRAGON GATE所属のYAMATOとシングルマッチを組まれる。結果は敗れたが、大和も何故か試合前に鼻血を流すなど相当のインパクトを他団体ファンもいる中で残した。

#### 情熱バカレスラー
8月13日、後楽園ホールにてKAIの持つ世界ジュニア王座に挑戦。20分を超える死闘を演じたが、大和の王座奪取はならなかった。
10月、佐藤光留と三番勝負で2勝1敗で勝ち越す。
2012年は佐藤とタッグを組み、ジュニア・タッグリーグ戦に出場。
7月、JUNIOR HYPER LEAGUEの決勝に進出し、師匠の近藤を下して初優勝を飾る。次シリーズ開幕戦の後楽園ホールでは王者のKAIを下し、第33代世界ジュニアヘビー級王者となった。
しかし、2013年1月2日後楽園ホール大会において近藤が保持するGHCジュニアヘビー級王座とのダブルタイトルマッチに敗れた。
2013年6月30日の両国国技館大会を最後に全日本プロレスを退団した。

### WRESTLE-1
退団後、大和はWRESTLE-1の旗揚げに参加する。スケスケのガウンを着て、大和本人がオリジナル曲「進み続ける限り」を歌いながら入場する。
2014年7月6日、両国国技館にてレオン・ヴァン・ガステレンの持つEWPインターコンチネンタル王座に挑戦。3分12Rという変則ルールに苦しみながらも、王者を下し王座を獲得する。
10月26日、ベストフィジーク・ジャパン&ベストビキニ・ジャパン東日本大会で3位に入賞し、12月13日に全国大会に出場する。
2015年よりストリートミュージシャンとしても活動することを発表。リングでの歌いながらの入場を終了する。
2016年1月10日、アンディ・ウーの持つWRESTLE-1クルーザーディビジョン王座に挑戦して勝利。大和にとってWRESTLE-1では初のタイトル奪取となった。同王座に挑戦するため、612名の署名を集めた。しかし3月から長期欠場に入り、欠場期間中はTwitterなどで「#営業部長大和ヒロシ」として営業活動を行っていたほか、千葉で大和プロデュース大会の営業活動を行っていた。
2017年6月4日、欠場中ではあったが大和ヒロシデビュー10周年記念大会を開催。メキシコ遠征を控える藤村康平の壮行試合のレフェリーを務めた。
2018年3月に復帰を果たす。しかし、数日後フリー転向を表明する。

### フリー転向後
フリー転向後はZERO1、プロレスリング・ノア、2AW、DRAGON GATE、DDTプロレスリングなどに参戦する。
2022年2月24日にはP.P.P. TOKYO主催の東京・SOD LAND大会に参戦。見事バトルロイヤルを勝ち抜き、「初代マジックミラー号マスク」の座を勝ち取る。3月22日にはSOD女子社員をディーバにつけ、マジックミラー号マスクとして初の試合を行った。
2022年10月23日にはザ・グレート・サスケを破り、男気!!チャンピオンシップ（第2代）を獲得。
2022年12月2日には市原観光プロレスにて、市原観光プロレス認定無差別級（初代）を獲得。
2023年1月、地元の千葉県君津市に移住した事を明らかにした。
同年9月24日投開票の君津市議会議員選挙に無所属で立候補し、得票数4位で初当選を果たした。

## 得意技
いつも情熱的で一直線で立ち向かうプロレスが最大の特徴である。相手に対して全く寄せ付けず、突貫タイプで攻めてくるタイプの持ち主。
ジャーマンスープレックス
現在の大和のフィニッシャー。
クロスアームスープレックス
大和のもう一つのフィニッシャ－で、日本凱旋帰国当時から使用している。大和がKAIとの一騎討ちの際、ジャーマンスープレックスを返された時にこの技をすぐさま繰り出して勝利するなど、大和の奥の手として重宝されている。ケニー・オメガを挑戦者に迎えた2012年10月7日の後楽園ホールでの世界ジュニアヘビー級選手権では、フィニッシュ直前の攻防で流血しながらも片手四つでオメガの攻撃を受け切り、最後はガッチリと両手をホールドして投げ切り3カウントを奪った。
ノーザンライトボム
スパイダージャーマン
83kgの『バキバキ』ボディを披露した辺りから多用している。
ゼロ戦キック
菊地毅のオリジナル技。大和曰く、自分のこの技は新型のゼロ戦らしく菊地との対戦の際に「新型が旧型を撃ち落す」と宣言していた。
奇襲トペ
大和のトペは、リングサイドやリング下にいる対戦相手に思いもよらぬタイミングで仕掛ける。KAIとの試合で使用した際は、その角度やタイミングがあまりにも危険だったためレフェリーの和田京平からひどく叱られたことも。
大和ブリッジ
どの技のことを差しているのかは不明だが、プロレス団体公式サイトのプロフィールに常に書かれている。
ジャイアントスイング
大和のジャイアントスイングは必ず使用の体勢に入り、「回すぞー！」と叫んでから回すのが通例となっている。体重が明らかに重い相手に対しては体がうまく持ち上がらないが、そのまま相手の後頭部をマットに擦りながら回すことによりダメージを与えることに成功している。
カミカゼ
一直線
コーナーポストにマットに背を向けて立ち、そのまま後頭部から落下するダイビング・ヘッドバット。所謂、「逆こけし」。相手を肩車したまま倒れる形のものや、リング上でランニング式に決める形のものもある。しかし、同技は顔が上を向いた状態のまま着地点が見えない状態で落下し、避けられると大和自らが大ダメージを受ける危険な技である。大和もこの技が原因で頚椎を痛めたため長期欠場になり、復帰戦を行う前には同技を封印することを宣言している。
スライディングX
座り込んだ相手に対してスライディングしながら決めるクロスチョップ。

## タイトル歴
全日本プロレス
- 世界ジュニアヘビー級王座（第33代）
- アジアタッグ王座（第90代）（パートナーは佐藤光留）
- JUNIOR HYPER LEAGUE優勝（2012年）

EWP
- EWPインターコンチネンタル王座

WRESTLE-1
- WRESTLE-1クルーザーディビジョン王座（第3代）

富士山頂プロレス
- 富士山頂プロレス王座（第2代）

ベストボディ・ジャパンプロレスリング
- BBWタッグ王座（第2代）（パートナーは諸橋晴也）
- BBW6人タッグ王座（第2代）（パートナーは大石真翔、ラグジュアリー吉田）

バトスカフェ
- レッスルブレインカップ王座（第7代）（パートナーは定アキラ、唯我）

DDTプロレスリング
- KO-D8人タッグ王座（第5代）（パートナーは谷津嘉章、彰人、中村圭吾）
- アイアンマンヘビーメタル級王座（第1475代1/2）（大鷲透と同時戴冠）

博愛プロレス
- 男気!!王座（第2代）

市原観光プロレス
- 市原観光プロレス認定無差別級王座（初代）

ファイト・オブ・ザ・リング
- UWA世界ジュニアヘビー級王座（第41代）

プロレスリングA-TEAM
- WEWジュニアヘビー級王座（第18代）

千葉プロレス百景伝
- 千葉プロレス百景伝（初代、第5代）

## メディア出演

### テレビ
- ダウンタウンのガキの使いやあらへんで! かまいたち山内七変化（2019年4月14日、日本テレビ）[11]
- 全日本大失敗選手権大会（2019年8月14日、NHK総合） - 優勝

### 舞台
- 撃弾☆ボディプレス『イキザマ』（2015年12月25日 - 27日、北千住シアター1010） - ヘラクレス田中 役[12]
- 魔界（2016年 - ） - 土方歳三役

## 入場曲
- 「ノリノリ海苔のリノベーション」
  - 2020年1月から使用。シンガーソングライターの塚越智朗が楽曲を提供し作詞は大和と塚越による共作。上総海苔をテーマにした応援歌で入場時に大和自身がマイクを持ち歌う[13]。
- 「進み続ける限り」[14]
  - W-1旗揚げ以降使用。自身歌唱によるオリジナルテーマソングで入場時もマイクを持ち自分で歌う。作詞作曲は現ZUNTATA所属の森正樹[15]。
- 「HABATAKE!」 (GANGA ZUMBA)
- 「いいあんべえ」 (THE BOOM)
  - メキシコ時代のテーマ曲。
- 「TROPICALISM」 (THE BOOM)
  - メキシコでのデビュー戦でのみ1曲だけ使用された幻のテーマ曲。
- 「蒼い夕陽」 (THE BOOM)
  - 佐藤光留とのタッグチーム「情熱変態バカ」のテーマ曲。

## 人物
- 雑誌のインタビューによると、中学時代の大和は夜中に学校に忍び込んでガラスを割ったり、授業中に騒いだりと所謂問題児で、中2になると部活も辞めて登校拒否をしていた。
- 大学時代に教員免許を取得。そのほか3級販売士、測量士補の資格を取っている。
- NESTA（全米エクササイズ&スポーツトレーナー協会）認定パーソナルフィットネストレーナーの資格を取得しており、+AJPスポーツ&スパの特別講師をすることもある。
- 特技はモノマネで、レパートリーは50を超えるという。だが、最近は喉への攻撃などから少し声が変わりできなくなっている。
- カラオケ好きを公言している。しかしながら、その選曲は20代前半のそれとは全く異なり20年以上も前のあまりヒットしていないような楽曲が多い。
- メキシコ遠征中、マスカラ・コントラ・カベジュラ戦で敗北し、丸坊主になったことがある。
- 2008年 GROWIN'UP SERIESより、試合前のメインMCを務めることになった。デビュー以前から喋りが得意であり、雷陣明がMCの時には雷陣が口パクをして大和がそのナレーションを担当していた。
- 大和のブログでは当初、日常生活についてあまり書かず「弘千代詩集」というタイトルで大和が作った詩を公開していた。また、ブログにて若くして引退した健介オフィスの山口竜志に向けて詩を送った。
- マンガの知識が深く、特に『賭博黙示録カイジ』、『グラップラー刃牙』、『ジョジョの奇妙な冒険』に詳しい。その中でも『ジョジョの奇妙な冒険』に対する知識はマニアックで、ブログやコラムにおいて言及するだけでなく、キャラクターTシャツを着た写真をブログに掲載することもある。
- THE BOOMの大ファンであり、入場テーマ曲にも使用。ファンクラブ会報誌にて、ドラムの栃木孝夫より直々に『(プロレス)デビューする時は、是非THE BOOMの曲で』とコメントされた。
- 自身がバーテンを務める“大和バー”なるイベントを時々、場所を変えて開催している。第一回は北千住のダイニングバー・カズ（オーナーはカズ・ハヤシ）にて2009年9月23日開催。その後、渋谷、君津、千葉などで開催されている。
- 「大和」つながりで、大和が以前より訪問を希望していた広島県呉市の呉・大和ミュージアムに2011年6月22日初来訪した。1/10スケールの戦艦大和を見た感想は、「これだけすごいと、松本零士さんも宇宙に飛ばせたくなりますね。」である。
- フリー転向後は参戦する試合会場にてパッケージに大和の写真がプリントされた上総海苔を販売している。